# Regions Morgan Keegan Championships and the Cellular South Cup 2008
Regions Morgan Keegan Championships and the Cellular South Cup 2008 - тенісні турніри, що проходили на закритих кортах з твердим покриттям. Це був 33-й за ліком Regions Morgan Keegan Championships і 23-й за ліком Cellular South Cup. Належав до серії International Gold в рамках Туру ATP 2008, а також до серії Tier III в рамках Туру WTA 2008. І чоловічі, і жіночі змагання відбулись у Racquet Club of Memphis у Мемфісі (США) і тривали з 24 лютого до 2 березня 2008 року.

## Переможниці та фіналістки

### Одиночний розряд, чоловіки
Стів Дарсіс —  Робін Содерлінг 6–3, 7–6(7–5)
- Для Дарсіса цн був 1-й титул за рік і 2-й - за кар'єру.

### Одиночний розряд, жінки
Ліндсі Девенпорт —  Ольга Говорцова 6–2, 6–1
- Для Девенпорт це був 2-й титул за сезон і 55-й - за кар'єру. Це була її друга перемога на цьому турнірі.

### Парний розряд, чоловіки
Магеш Бгупаті /  Марк Ноулз —  Санчай Ратіватана /  Сончат Ратіватана, 7–6(7–5), 6–2

### Парний розряд, жінки
Ліндсі Девенпорт /  Ліза Реймонд —  Анджела Гейнс /  Машона Вашінгтон, 6–3, 6–1